# Franco Rasetti
Franco Rasetti (Pozzuolo Umbro, 10 agosto 1901 – Waremme, 5 dicembre 2001) è stato un fisico, paleontologo e botanico italiano, membro del gruppo di scienziati passato alla storia come i Ragazzi di via Panisperna.

## Biografia

### Anni giovanili
Rasetti nacque a Pozzuolo Umbro, in provincia di Perugia, il 10 agosto del 1901, figlio di Giovanni Emilio Rasetti (14 febbraio 1873 – 16 ottobre 1924)  docente di agricoltura e specializzato in chimica, entomologia, botanica e geologia, e di Adele Galeotti (8 gennaio 1870 – 30 ottobre 1972), una pittrice, appassionata di scienze naturali, da cui ereditò una notevole abilità nell'arte del disegno. Era nipote, per parte materna, del medico e patologo Gino Galeotti, autore d'importanti ricerche sulla peste bubbonica, e da questi stimolato, dimostrò sin dall'infanzia uno spiccato interesse per le scienze naturali, dedicandosi alla collezione e all'illustrazione di piante e di piccoli animali e sviluppando un talento anche in campo artistico e figurativo, attività che riprenderà in età matura.

### Fisica

Rasetti in toga accademica (a sinistra) con Enrico Fermi (al centro) ed Emilio Segrè

Rasetti frequentò l'Università di Pisa, prima come studente d'ingegneria, poi come studente di fisica, dove conobbe Enrico Fermi, laureandosi nel 1922. Trascorse un anno in California, presso il California Institute of Technology (Caltech), dedicandosi a esperimenti sullo spettro Raman delle molecole di azoto, che si riveleranno fondamentali per la comprensione di alcune proprietà dei nuclei atomici. Fu tra i primi a studiare sperimentalmente le proprietà dei neutroni, svolgendo un ruolo cruciale nelle ricerche di Fermi sulla radioattività indotta mediante bombardamento di neutroni (1934-38).
Nel 1928 si iscrisse al Partito Nazionale Fascista (PNF). Nel 1930 ottenne la cattedra di spettroscopia alla Sapienza di Roma, nel famoso istituto di via Panisperna, diretto dal senatore Orso Corbino, iniziando così la collaborazione con Enrico Fermi. Nel 1938 gli fu assegnato il premio Mussolini dell'Accademia d'Italia per la classe delle scienze.
Nel 1939, con l'adozione delle leggi razziali fasciste, la mutata situazione politica italiana spinse Rasetti, pur non essendo ebreo, a lasciare l'Italia, come erano stati costretti a fare alcuni componenti del gruppo di Via Panisperna: Fermi, Segrè, Pontecorvo. Emigrò dunque in Canada, presso l'Università Laval di Québec, compiendo ricerche sui raggi cosmici (di particolare rilievo la prima misura diretta della vita media del muone) e di spettroscopia nucleare. Profondamente contrario al coinvolgimento degli scienziati nelle ricerche belliche («La guerra è una cosa idiota»), rifiutò di far parte del Progetto Manhattan sulla bomba atomica. Rimase in Canada fino al 1947.

### Riscoperta delle scienze naturali
Spostò così gradualmente il suo impegno verso quelli che erano sempre stati suoi grandi interessi al di fuori della fisica e che lo avevano caratterizzato nella giovinezza, ovvero gli studi naturalistici. Nel 1947 si trasferì alla Johns Hopkins University di Baltimora, dove insegnò ancora fisica, ma anche geologia, paleontologia, entomologia e botanica, divenendo uno degli studiosi più autorevoli dell'era geologica del Cambriano. In seguito si stabilì in Belgio. Nel 1952 è stato decorato della Medaglia Charles Doolittle Walcott. È stato il primo a fotografare la Saxifraga florulenta, una pianta talmente difficile da osservare che si dubitava perfino della sua effettiva esistenza.
Nonostante il notevole contributo apportato alle due branche scientifiche, la sua scelta non collaborativa in campo bellico, condivisa solo in seguito da altri fisici (con Józef Rotblat, Albert Einstein, Leó Szilárd e Robert Oppenheimer in testa a livello di esposizione pubblica), portò la figura di Franco Rasetti nel quasi totale oblio. La sua figura compare nel romanzo Lessico famigliare di Natalia Ginzburg, al cui fratello, Gino Levi Martinoli, era legato da profonda amicizia.

### Morte
Deceduto nel dicembre 2001, pochi mesi dopo aver compiuto 100 anni,  è sepolto nella cappella di famiglia del cimitero di Pozzuolo Umbro dal 23 novembre 2002. Nella cappella sono state tumulate il 9 giugno 2012 anche le ceneri della moglie Marie Madeleine Hennin (1909-2011). Dal 2009, presso lo storico Palazzo Moretti di Pozzuolo Umbro, l'associazione a lui intitolata ha allestito una mostra permanente sulla sua biografia.

## Eredità
- Nel dicembre 2006 si è costituita l'associazione "Franco Rasetti" con sede a Pozzuolo Umbro, frazione di Castiglione del Lago in cui nacque lo scienziato. L'associazione ha dato vita ad una mostra permanente aperta al pubblico dal 1º gennaio 2010, integrata poi da un archivio storico presentato il 21 marzo 2015.
- In suo onore, il comune di Castiglione del Lago gli ha intitolato gli istituti scolastici di primo e secondo grado, anche nella frazione pozzolese.
- Il 10 ottobre 2007 la centrale elettrica Enel a ciclo combinato di Pietrafitta (Piegaro), in provincia di Perugia, è stata intitolata a lui, così come un'aula nell'edificio Marconi del Dipartimento di fisica dell'Università di Roma "La Sapienza".
- L'11 ottobre 2008 presso i giardini pubblici di Pozzuolo Umbro è stato inaugurato il busto bronzeo in onore dello scienziato.
- Il 21 luglio 2013 in Belgio, a Waremme, è stata dedicata a Franco Rasetti la strada di un nuovo quartiere.